# 高橋みつる
高橋 みつる（たかはし みつる、1973年8月29日 - ）は、中京圏を拠点に活動する俳優、タレント。手話通訳士。愛知県名古屋市出身。血液型O型。

## 人物
趣味・特技は歌、ギター、手話。大のサザンオールスターズファンで、2002年1月から6月までFM DANVOにて『高橋みつるのサザンオールスターズだけ』を担当していた。2003年8月には『19時間30分の生放送・サザンオールスターズだけ』というオールナイト番組を企画・担当した。

## 出演

### テレビドラマ
- ドラマ新銀河 名古屋お金物語2 （1997年、NHK）
- ドラマランド11 港街ホテル物語（1997年、名古屋テレビ）
- パパはエステティシャン（1998年、テレビ愛知）
- ドラマ30 直子センセの診察日記（1999年、CBCテレビ）
- ドラマ30 アゲイン〜ラヴ・ソングをもう一度〜（1999年 - 2000年、CBCテレビ）
- ドラマ30 蔵の宿（2000年、CBCテレビ）
- キッズ・ウォー（CBCテレビ）
- 定年ゴジラ（2001年、NHK）
- ドラマ30 みこん六姉妹（2006年、CBCテレビ）
- 連続テレビ小説 つばさ（2009年、NHK）
- 5つのハートフル物語（CBCテレビ）

### その他のテレビ番組
- サラリーマン・アワー 平成のオキテ（名古屋テレビ）
- 夜だMONDE （名古屋テレビ）
- どですか! （メ〜テレ） - 芸能情報コーナー担当
- みの・ひだ! （ぎふチャン） - リポーター
- 夕がた屋テ! （ぎふチャン） - 月曜中継・火曜特集「ひだみのじまん」担当
- 出発!クローバートラベル（クローバーTV）
- まるごとっ!いただきます! （キャッチネットワーク）
- 子育て応援団（ケーブルテレビCTY）
- なつきのワクワクお店さがし（ケーブルネット鈴鹿） - ナレーター
- テレビ広報すずか ベルディ便り（ケーブルネット鈴鹿） - ナレーター
- この店行っとこっ!（ケーブルネット鈴鹿）

### ラジオ番組
- ぽっぷん王国ミュージックスタジアム 金曜ローカルパート（CBCラジオ）
- 自然健康市場ラジオショッピング（CBCラジオ）
- ライフサポート 快適生活ラジオショッピング（CBCラジオ）
- 月〜金ラヂオ 2時6時（ぎふチャンラジオ） - 金曜コーナー担当
- ハートフルラジオ お昼のレコード室（ぎふチャンラジオ）
- Saturday Unbelievable （FM DANVO）
- Monday Unbelievable （FM DANVO）
- 高橋みつるのサザンオールスターだけ（FM DANVO）
- DANVO Meet you, evening （FM DANVO） - 木曜コーナー担当
- FC岐阜 STEP BY RADIO（エフエム岐阜）

### 舞台
- オセロー
- 十二人の手紙 - 朗読担当
- 銀河鉄道の夜

### CM
- アリさんマークの引越社
- エイデン
- 河合塾
- つばめタクシー
- FM AICHI - CMナレーター